# راساجيلين
راساجيلين
راساجلين (آزيليكت) هو مثبط غير عسكي للإنزيم مونوأمين أوكسيدايز, يستخدم وحده لمعالجة مرض باركنسون مبكر الحدوث، أو كعلاج مدعّم في حالات مرض باركنسون المتقدمة جدًا. تزيد فعالية هذا الدواء على النوع بيتا من الإنزيم مونوأمينو أوكسيدايز بأربعة عشر ضعف عن النوع ألفا.
تم تطوير هذا الدواء عن طريق شركة الدواء الإسرائيلية تيفا, بوساطة البرفيسور موسى يوديم، والبروفيسور جون فينبيرج في كلية الطب في جامعة تخنيون (المعهد الإسرائيلي للتقنية).

## الإستخدام

### علاج وحيد في الحالات المبكرة من مرض باركنسون
تم إجراء دراسة على 404 مريض باركنسون ذوي حالات مبكرة في عيادات خارجية، قامت هذه الدراسة العشوائية بدراسة حالات مرضى استخدموا البلاسيبو لمدة سنة بجرعات 1 و 2 ميلليغرام يوميًا. نتائج أول ست شهور من الدراسة أنتجت معلومات قادت العلماء لاستنتاج أن استخدام الراساجيلين متفوق على استخدام البلاسيبو. قامت الدراسة بمقارنة النقاط التي حصّلها مرضى باركنسون ضمن معايير موّحدة. حيث تعتبر هذه المعايير مرجع لمعرفة مدى حدة مرض باكنسون عند المرضى. في الشهور الست الأولى؛ تناول المرضى الذين أخذوا البلاسيبو سابقا الجرعات الأعلى من الراساجيلين (2 ميليغرام) حتى قادت هذه الدراسة إلى الاستنتاج لمدة اثنا عشر شهرًا، وتم قياس ومقارنة نقاط المرضى ضمن المعيار السابق مرة أُخرى.
المرضى الذين تناولوا الجرعة الأعلى بشكل مستمر حصّلوا نقاط أعلى من أقرانهم الذين تناولوا البلاسيبو بشكل ملاحظ جدًا، ونقاط أعلى من كافة المجموعات الاُخرى. قد تدعم هذه الدراسة وجود أثر لهذا الدواء على حماية الجهاز العصبي لكنها لا تثبت ذلك، حيث قامت المنظمة الدولية للغذاء والدواء برفض الطلب الذي قدمته شركة تيفا للسماح باعتبار هذا الدواء ذو أثر وقائي في حالة مرض باركنسون. قام بعض المرضى بدخول دراسة متابعة لأثر هذا الدواء، ما يقارب نصف هؤلاء المرضى، لم يحتاج لأدوية الدوبامين في السنتين اللاحقتين لإجراء الدراسة.
على مدى ست سنوات ونصف السنة تراجعت نقاط المرضى الذين يتناولون الراساجيلين ضمن المعيار المذكور سابقًا بمقدار 2-3 نقاط. دراسات سريرية أُخرى تم إجراؤها على مرضى باركنسون ذوي حالات مبكرة يتناولون البلاسيبو، ذكرت بأن نقاط هؤلاء المرضى كانت تتراجع بمقدار 8-12 نقطة سنويًا.

### علاج مدعّم في الحالات المتقدمة من مرض باركنسون
تم إجراء دراسة استمرت لمدة ثماني عشر أسبوعًا تدرس مقارنة استخدام الراساجيلين مرة واحدة يوميًا مقارنة مع مجموعة تتناول البلاسيبو وإنتاسابون على 687 مريض اختبروا أعراض مرض باركنسون مثل التقلبات الحركية. راساجيلين بجرعة 1 ميلليغرام قللت الوقت اليومي المتضمن لهذه الأعراض (1.18 ساعة) مقارنة بالبلاسيبو (0.4 ساعة), وزادت الوقت الخالي من اختلالات الحركة بمقدار (0.85 ساعة), كان هذا تقريبًا نفس الأثر الذي أحدثه الإنتاسابون.
دراسة أُخرى تقيّم أثر ومدى أمان استخدام الراساجيلين لدى مرضى باركنسون, تم إجراؤها على 472 مريض يتناولون دواء ليفودوبا لعلاج اضطرابات الحركة بالرغم من المحاولات السابقة لإيقاف استخدام أدوية الدوبامين. لم يكن هناك دواء آخر للمقارنة به في هذه الدراسة، تناول المرضى جرعات عشوائية, 0.5 ميلليغرام, 1 ميلليغرام، وبلاسيبو. المرضى الذين تناولوا الراساجيلين اختبروا فترات أقل من اضطرابات الحركة (1.4 و1.8 ساعات) مقارنة مع أولئك الذين تناولوا البلاسيبو.
اقترحت هذه الدراسات أن استخدام الراساجيلين لدى مرضى باركنسون ذوي الحالات المتقدمة والاضطرابات الحركية الواضحة قد يفيد ولكن على مدى قصير حيث أنه لا يتملك أي فوائد على المدى البعيد.

### أُخرى
يتم استخدام الراساجيلين لعلاج متلازمة تململ الساقين. بسبب خصائصه التي تمكنه من الارتباط بالميلانين، وُجد أن الراساجيلين يقلل من سرعة نمو الأورام الصبغيّة؛ حيث أنه مرشح ليتم استخدامه -بالإضافة إلى أدوية أُخرى- لعلاج سرطان الخلايا الصبغيّة (الأورام الميلانينيّة). يتم الآن بحث استخدام الراساجيلين في معالجة مرض الزهايمر.

### الأمان
عبر جميع الدراسات التي تم ذكرها سابقًا, 530 مريض تم معالجتهم بالجرعة المقترحة 1 ميلليغرام يوميًا، عدد المرضى الذين توقفوا عن تناول الدواء بسبب الآثار السلبية لم يكن مختلف جدًا عن الدواء الحقيقي والبلاسيبو. حيث أظهرت الدراسات أن الراساجيلين يتم التأقلم معه بسهولة كدواء مثبط للإنزيم مونو أمينو أوكسيدايز بيتا، حيث يمكنه أن يحقق النتائج السريرية المطلوبة في حالة مرض باركنسون.
بالرغم من كون الراساجيلين مثبط للإنزيم مونوأمينو أوكسيدايز، ما زال هناك بعض القلق حول استخدامه مع أدوية أُخرى عادةً ما يتعارض استخدامها مع الأدوية الأُخرى المثبطة لهذا الإنزيم، طالما أنها لم يتم إثبات مدى خصوصية هذا الدواء لتثبيط بيتا مونوأمينو أوكسيدايز فقط.
يتمحور القلق حول تسببه في إحداث آثار متلازمةالسيروتونين, التي لا تحدث عادةً خلال التجارب السريرية بالرغم من السماح لبعض المرضى بتناول مضادات الإكتئاب التي عادةً ما يتعارض استخدامها مع الادوية المثبطة لهذا الإنزيم.
هناك أيضًا بعض القلق الذي يتمحور حول استخدام الراساجيلين مع الدواء تيرامين, بالرغم من أنه لم يكن هناك أي قيود غذائية ضمن الدراسات التي أجريت، ولم يتم التقرير عن أي حالة ارتفاع في ضغط الدم بسبب استخدام الراساجيلين والتيرامين

## الناحية الدوائية
من الناحية الجزيئية، يعتبر الراساجيلين مركب مشتق من مركبات البروبارجيلامين.

### طريقة العمل
تتكون الخلايا التي في أجسامنا من نوعين من إنزيمات المونوأمينو أوكسيدايز، ألفا وبيتا، ويوجد كلاهما في الدماغ. لكن النوع بيتا يتواجد بكمية أكبر، وهو مسؤول عن تحطيم الناقل العصبي دوبامين بعدما تتم عملية سحبه عند طرف العصبون. يتمثل مرض باركنسون بموت الخلايا المسؤولة عن إفراز الدوبامين، مما يتسبب في تقليل قوة الإشارات العصبية، مرافقًا لذلك بعض الأعراض. بمنع تحطيم الدوبامين في الميتوكندريا, يقوم الراساجيلين بمساعدة العصبونات على امتصاص المزيد من الدوبامين ليتم استخدامه لاحقًا، للتعويض عن النقص في كمياته نتيجة عدم تصنيعه.
راساجيلين، كان أول مثبط للإنزيم مونوأمينو أوكسيدايز تم إقرار استخدامه في حالات مرض باركنسون في الولايات المتحدة.
يتشابه هذا الدواء مع مركبات ميثا أمفيتامين حيث تنتج عمليه تحطيمه أثناء الأيض مشتقات مركبات ل-ميثا أمفيتامين التي ترتبط بآثار سلبية؛ نفسية وقلبية على المرضى.
أهم مركب ناتج عن عمليات أيض الراساجيلين هو مكب الأمينو إندان، الذي لا يمتلك خصائص مركبات الأمفيتامين. يقترح بعض الأطباء الممارسين أن أجسام المرضى الحساسون ستتفاعل بشكل أفضل مع الراساجيلين لهذه الأسباب.
يقوم الأمينو إندان بتثبيط إنزيم الونوأمينو أوكسيدايز ألفا وببتا بشكل معكوس، لكنه أضعف من الراساجيلين.
تعتبر مركبات البروبارجيلامين مثل الراساجيلين مركبات ذات أثر وقائي على الجهاز العصبي، عن طريق أثرهم على الميتوكندريا الذي يتمثل بتثبيطها لعملية موت الخلية المبرمج آليا في حالات الاضطرابات العصبية.
دراسات مخبرية أثبتت أن راساجيلين يتملك الأثر الوقائي على الجهاز العصبي في بيئة مخبرية (أنبوب اختبار) وفي بيئة حيوية على حد سواء، لكن هذا الأثر الوقائي غير معروف حاليًا لدى مرضى باركنسون.
أظهرت هذه الدراسات أيضًا، ان الإنزيم مونوأمينو أوكسيدايز-بيتا يقوم بتحطيم مركبات تشبه الأوبيود (لكنها ليست مركبات أوبيود) تُدعى ميثيل فينيل تيترا هايدرو بيريدين، وتحويله لمركبات تدعى ميثيل فينيل بيريدينيوم، التي تقوم بدورها بإنتاج جذور كيميائية حرة.
لم يتم التأكد حتى الآن من الآلية التي تتم من خلاها موت الخلايا عند مرضى باركنسون حيث أنها ربما ترتبط بوجود الجذور الحرة وربما لا، لكن ما هو مؤكد أنه هذا الدواء يقوم بإبطاء عملية تقدم وتطور المرض.
أثبتت إحدى الدراسات أن استخدام الراساجيلين بشكل مبكر بجرعة 1 ميلليغرام يوميًا قد تحدث آثار مغيرة لطبيعة المرض، بينما لم يتم التوصل لنفس النتيجة بحالة استخدام الراساجيلين بجرعة 2ميلليغرام يوميًا.
إحدى الآليات التي تمكن الراساجيلين من إحداث الأثر الوقائي على الجهاز العصبي هي عن طريق زيادة الإنزيمات المضادة للأكسدة، وقد يكون لزيادة مستوى هذه الإنزيمات أثر على مكافحة الشيخوخة.
تقوم مركبات البروبارجيلامين أيضًا بتثبيط عملية الموت الذاتي للخلايا عن طريق إغلاق القنوات المسؤولة عن انتقال الشحنات السالبة.
يعتبر راساجيلين أيضًا ذو أثر وقائي على المواد المسممة للجهاز العصبي مثل: الجلوتاميت، مركب لينسيدومين، مركب ميثيل فينيل تيترا هايدرو بيريدين، ميثيل سالسولينول، وبروتينات بيتا أميلويد.
يعتبر راساجيلين مركب متفوق في أثره الوقائي على الجهاز العصبي مقارنة بمركبات البروبارجيلامين الأُخرى مثل مركب السيليجيلين. يتحطم سيليجيلين لينتج مركبات الميثا أمفيتامين بينما لا تنتج هذه المركبات عن تحطيم الراساجيلين.

### الأيض
يتم تحطيم الراساجيلين في الكبد عن طريق الإنزيم سايتوكروم. لذلك؛ يتم منع استخدامه لدى المرضى المصابين بتدهور في عمل الكبد، ويجب أن تتم مراقبته لدى المرضى الذين يتناولون أدوية أُخرى تتفاعل مع إنزيمات الأيض في الكبد، مثل : فلوفوكسامين، سيميتيدين، سيبروفلوكساسين.

## تاريخ
تم تطوير دواء الراساجيلين لمعالجة مرضى باركنسون عن طريق الشركة الدوائية الإسرائيلية تيفا، بالرغم من أن شركة لاندبيك الأوروبية قد أخذت الحقوق التسويقية للدواء.
حيث وجد أن آثاره العلاجية لا تقتصر فقط لدى مرضى باركنسون بل أيضًا امتلاكه خصائص وقائية مقترنة بالجهاز العصبي وخاصيته في تثبيط الموت الذاتي للخلايا. نظرًا للآثار السلبية التي يحدثها الدواء سليجيلين؛ تم تطوير راساجيلين كدواء بديل، لا يمتلك أي آثار سلبية على الجهاز العصبي.